# 中华人民共和国家庭教育促进法
《中华人民共和国家庭教育促进法》是中华人民共和国第十三届全国人大常委会第三十一次会议在2021年10月23日表决通过的一部法律，已于2022年1月1日正式实施。这部法律也催生出了网络热词依法带娃。

## 立法过程
2021年1月20日至22日，《中华人民共和国家庭教育法（草案）》提请十三届全国人大常委会第25次会议初次审议。
2021年8月17日至20日，《中华人民共和国家庭教育法（草案）》第二次提请十三届全国人大常委会第30次会议审议。
2021年10月19日至23日，《中华人民共和国家庭教育促进法（草案）》第三次提请十三届全国人大常委会第31次会议审议，三读通过。

## 依法带娃
中国大陆2021年底流行的网络热词依法带娃源自本法。依法带娃主要是为了保护家庭不谐的未成年人，防止父母自私对孩子不闻不问甚至虐待孩子。
《中华人民共和国家庭教育促进法》自2022年1月1日起施行后，中国多地法院陆续发出了第一张《家庭教育令》，促进家长依法承担起对未成年子女实施家庭教育的责任。2022年1月3日，“中国父母进入依法带娃时代”冲上微博热搜榜第一位。